# Theridion hewitti
Theridion hewitti är en spindelart som beskrevs av Lodovico di Caporiacco 1949. Theridion hewitti ingår i släktet Theridion och familjen klotspindlar.
Artens utbredningsområde är Etiopien. Inga underarter finns listade i Catalogue of Life.